# Charta der europäischen Berggebiete
Die Charta der europäischen Berggebiete ist eine Resolution, die zum Schutz der Alpen im Herbst 1994 verabschiedet wurde.

## Geschichte
Der Europäische Rat verfolgte die Entwicklung des Alpenraumes und der Berggebiete in Europa stets mit besonderer Aufmerksamkeit. Aus diesem Grund hat er ihm und ihnen 1978 (Lugano) und 1988 (Trient) zwei große internationale Konferenzen gewidmet. Die dritte dieser Konferenzen war ursprünglich für 1998 geplant, wurde jedoch auf Grund damals aktueller Probleme bereits auf Herbst 1994 vorgezogen. Sie fand mit großer internationaler Beteiligung in Chamonix statt. Zentrales Thema dieser Konferenz war die Diskussion und Verabschiedung einer „Charta der europäischen Berggebiete“, also einer europaweit einheitlich konzipierten Berggebietspolitik mit regionsspezifischen Differenzierungen, die über den Europarat von allen neuen europäischen Staaten und der Europäischen Union umgesetzt werden soll, um den Berggebieten eine Zukunft im Sinne der nachhaltigen Entwicklung zu geben. Neben dem Bemühen, die Alpenpolitik in den Kontext der gesamteuropäischen Berggebietspolitik zu stellen und damit aufzuwerten, wurde die Initiative auch gegründet, um das Misstrauen italienischer und französischer Politiker gegenüber der Alpenkonvention zu verringern. Dieser wurde zu Unrecht Wirtschaftsfeindlichkeit und Dominanz des Naturschutzes vorgeworfen. Vom Konzept unterscheiden sich die beiden nur wenig. Während der Konferenz wurde der Konflikt beigelegt und die Alpenkonvention als Konkretisierung und Umsetzung der Charta für die Alpen festgelegt.